# Tara (Rusland)
 For alternative betydninger, se Tara. (Se også artikler, som begynder med Tara)
Tara (russisk: Та́ра, tr. Tára) er en by i Omsk oblast i Rusland. Den ligger ca. 220 km nord-nordøst for Omsk, ved floden Irtysj. Byen har 27.146 (2023) indbyggere.

## Historie
Byen blev grundlagt som et fort i 1594, under Jermaks raid ind i Sibirien, og den er en af de ældste byer i regionen. Byen ligger på stedet hvor floden Tara løber sammen med den større flod Irtysj. Tara fik indvilget byrettigheder i 1782.
Tara er både ældre end mange og var også ophav til enkelte sibiriske byer. Blandt disse er Omsk selv, hvor ekspeditioner for at grundlægge byen blev iværksat efter forespørgsel fra Taras vojevodaer (militære ledere) så tidlig som i 1600-tallet. Men store og vigtige udbygninger, som Sibirienvejen i 1700-tallet, og den transsibiriske jernbane i slutningen af 1800-tallet, blev lagt udenom Tara.
Tara har enkelte historiske kirker, som har overlevet til i dag. Byen var engang anden by i eparkiet til ærkebiskoppen af Tobolsk og Tara, som havde autoritet over de enorme sibiriske områder. Den var også administrativt center for Tarskij ujezd i Tobolsk gubernija i 1700- og 1800-tallet, også med jurisdiktion over Omsk en kort periode. I 1930'erne var byen center i Tarskij okrug, en del af det daværende Omsk oblast, som strakte sig fra sletterne til Arktis.
Efter 1943 har Tara været administrativt center for Tarskij rajon i Omsk oblast. Byen nævnes stadig i titlen til ærkebiskoppen af Omsk og Tara, men nu med autoritet indskrænket til kun Omsk oblast. Tara er også faldet nedad på listen over de mest folkerige byer i regionen, og er nu efter Isilkul, Kalatsjinsk og Nazyvajevsk, alle byer langs den transsibiriske jernbane.
Efter år 2000 har Tara dog fået nogen økonomiske opture. Bygningen af en permanent bro over Irtysj fuldførte hovedvejen Tomsk–Tara–Tobolsk, en nordlig parallel til jernbanen. Udforskningen og udvindingen af oljefeltet Krapivinskoje længst mod nord i Omsk oblast har ført til øget tankbådstrafik til Omsk, og også bygningen af et mindre lokalt raffinaderi.

## Geografi

### Klima
| Vejr for Tara             | Vejr for Tara | Vejr for Tara | Vejr for Tara | Vejr for Tara | Vejr for Tara | Vejr for Tara | Vejr for Tara | Vejr for Tara | Vejr for Tara | Vejr for Tara | Vejr for Tara | Vejr for Tara | Vejr for Tara |
|                           | Jan           | Feb           | Mar           | Apr           | Maj           | Jun           | Jul           | Aug           | Sep           | Okt           | Nov           | Dec           | År            |
| ------------------------- | ------------- | ------------- | ------------- | ------------- | ------------- | ------------- | ------------- | ------------- | ------------- | ------------- | ------------- | ------------- | ------------- |
| Gennemsnitlig maks °C     | −13,4         | −10,2         | −1,6          | 7,7           | 17,1          | 22,8          | 24,3          | 21,1          | 14,5          | 6,4           | −4,6          | −10,9         | 6,1           |
| Gennemsnitlig °C          | −18,1         | −15,9         | −7,5          | 2,5           | 10,8          | 16,8          | 18,7          | 15,7          | 9,5           | 2,5           | −8,3          | −15,3         | 1             |
| Gennemsnitlig min °C      | −22,8         | −21,6         | −13,5         | −2,7          | 4,5           | 10,7          | 13            | 10,3          | 4,6           | −1,4          | −11,9         | −19,8         | −4,2          |
| Gennemsnitlig nedbør mm   | 22,9          | 14,9          | 17,8          | 24,1          | 41,4          | 55,7          | 61,8          | 64,2          | 46,4          | 35,6          | 33            | 29,8          | 447,6         |
| Kilde: meteolabs.ru: Тара |               |               |               |               |               |               |               |               |               |               |               |               |               |